# Esteban Valencia
Esteban Andrés Valencia Bascuñán (Santiago del Cile, 8 gennaio 1972) è un allenatore di calcio ed ex calciatore cileno, di ruolo centrocampista.

## Palmarès

### Competizioni nazionali
- Campionato cileno: 4

Univ. de Chile: 1994, 1995, 1999, Apertura 2004